# Mezquita de al-Ándalus
La Mezquita de al-Ándalus (árabe: مسجد الأندلس), también conocida como Mezquita de Málaga, es un templo islámico situado en el barrio de Arroyo del Cuarto de la ciudad de Málaga, en España. Depende junto a la mezquita de Fuengirola y la Centro Cultural Islámico y Mezquita de Madrid de la Fundación Suhail, fundada por el fallecido rey Fahd de Arabia Saudí y ahora presidida por su hermano el príncipe Salmán bin Abdulaziz.
El templo cuenta con 4.000 metros cuadrados y dos entradas: una para hombres y otra mujeres. Tiene una guardería, un auditorio para 200 personas, tres salas de rezos, salón de actos, aulas, biblioteca o se imparten clases de árabe, entre otros servicios. Tiene una capacidad para 1000 personas, lo que la convierte en una de las mezquitas más grandes de Europa.
La construcción de la mezquita fue impulsada por el Consulado de Arabia Saudí, que aportó 22 millones de euros en su construcción aunque rechaza ser representante del Islam más conservador que predomina en Arabia Saudí, el wahhabismo. Se estima que la comunidad musulmana en Málaga está integrada por 50.000 y 60.000 fieles, la más numerosa de Andalucía, que cuentan ya con cuatro mezquitas en la capital, dos en Marbella y Benalmádena y una en Torre del Mar, Torremolinos y Fuengirola.
La mezquita de Málaga está ubicada en calle Ingeniero de la Torre Acosta y tiene un minarete de 25 metros de alto (aunque erróneamente en alguna ocasión se hizo referencia a que medía 50 metros).